# ステテコ隊
ステテコ隊（ステテコたい）は、地域活性化協力隊として、街づくりの活性化と更なる進化を目指して、イベント、テレビ、ラジオ番組出演などを行っている日本の音楽ユニット、集団である。

## 主なメンバー
- 山石隊長[2]
- 浜の番長
- ターザン山下
- 馬場口洋一（元・若翔洋）
- 嶋洋平

## ディスコグラフィ

### CDシングル
1. ステテコ隊がゆく!（2015年7月11日発売）
2. 風になれ!（2016年7月10日発売）

### アルバム
1. 幸子（2016年1月10日発売）
  1. ただ嬉しくて…～幸子～
  2. ぼくのラブソング
  3. ぼくのお嫁さん
  4. 塩むすび
  5. ずっと一緒に…

## 出演

### 舞台
- ステテコ隊エンターテインメントショー「第一弾 幸子～いつもありがとう～」

### テレビ番組
- ステテコ隊がゆく!（明石ケーブルテレビ）[3]
- ステテコ隊のなにやっとんじゃ!!（サンテレビ）[4]
- サンぷん!（サンテレビ）
- キラリけいざい（サンテレビ）
- 2時コレ!しっとぉ!?（サンテレビ）
- ほっとネット☆ベイコム（ベイコム）
- 関西ふるさとタイム＃51 兵庫特集（J:COM）[5]
- ええやん!!あかし（明石ケーブルテレビ）

### ラジオ番組
- ステテコ隊がいく!（BAN-BANラジオ、エフエムみっきぃ）
- 岬まきのキラッと✨selection（FM IS）
- 昼ドキ!聴かにゃ～RADIO（FM島田）
- ワンコイン生放送(FMわいわい)

### イベント

#### 2015年
- ステテコ隊レコ発ライブin一番星食堂（2015年7月11日）[6]
- 神戸元町夜市5丁目（2015年7月28日）
- 明石納涼フェスティバル（2015年8月29日）
- FOP秋のチャリティ-フェスティバル（2015年10月10日）
- 自動車整備振興会マイカー点検まつりinナナ・ファーム須磨（2015年10月11日）[7]
- 明石工専高専祭（学園祭）（2015年10月31日）[8]
- 神戸学院大学大学祭135Festival（場所：ポートアイランドキャンパス、2015年11月1日）
- 西脇産業フェスタ2015西脇市農業祭（2015年11月14日・15日）

#### 2016年
- 『ステテコ隊ライブ&もちつき』JAあかしフレッシュモア大久保店（2016年1月30日）[9]
- 世界遺産姫路城マラソン2016（2016年2月28日）
- 加古川踊っこまつり（2016年5月4日）[10]
- 淡路ご当地キャラパーク（2016年5月14日）[11]
- 第46回神戸まつり（2016年5月15日）
- みなとこうべ海上花火大会『カンパイ神戸』（2016年8月6日）[12]
- ZI・MO・FES2016（2016年8月7日）
- 第5回納涼フェスティバル（2016年8月27日）
- 15周年記念大阪大会『西口プロレス闘宝伝笑2016』（2016年9月11日）[13]
- 神戸学院大学学園祭有瀬キャンパス（2016年11月5日）
- JAあかしフレッシュモアにて『ふれあいフェスタ』（2016年11月26日）[14]

#### 2017年
- 世界遺産姫路城マラソン2017（2017年2月26日）
- VARIT. presents ジェームス小野田（米米CLUB）-神戸J.O.PROJECT結成記念「ボーン!!!」（2017年3月5日）[15]